# All out
All out is het derde studioalbum van Don Airey. Het album is in 2009 en 2010 opgenomen in de Chapel geluidsstudio in Lincolnshire. Airey komt met album opnieuw niet los van de muziek van Deep Purple (de band waarmee hij veelvuldig speelde) en Emerson, Lake & Palmer. Dat laatste blijkt onder andere uit de keur voor een bewerking van Estancia van Alberto Ginastera. Keith Emerson koos in de jaren 70 voor diens Toccata.

## Musici
- Don Airey – toetsinstrumenten
- Darrin Mooney – slagwerk
- Laurence Cottle – basgitaar
- Rob Harris – gitaar
- Carl Sentance – zang

Met
- Bernie Marsden (1, 5),  Joe Bonamassa (3) en Keith Airey (8) – gastmusici op gitaar

## Muziek
| Nr. | Titel                                      | Duur  |
| --- | ------------------------------------------ | ----- |
| 1.  | The way I feel inside (Airey, Sentance)    | 4:25  |
| 2.  | Estancia (Alberto Ginastera)               | 5:37  |
| 3.  | People in your head (Airey, Sentance)      | 5:01  |
| 4.  | B’cos (Airey, Harris)                      | 4:55  |
| 5.  | Running from the shadows (Airey, Sentance) | 3:42  |
| 6.  | Right arm overture (Airey)                 | 7:13  |
| 7.  | Fire (Jimy Hendrix)                        | 5:14  |
| 8.  | Long road (Don en Keith Airey)             | 4:35  |
| 9.  | Wrath of Thor (Airey, Sentance)            | 4:26  |
| 10. | Tobruk (Airey, Sentance)                   | 10:37 |